# Basiliolella ferox
Basiliolella ferox är en armfotingsart som beskrevs av Jean-Loup d'Hondt 1987. Basiliolella ferox ingår i släktet Basiliolella och familjen Basiliolidae. Inga underarter finns listade i Catalogue of Life.